# Ferrari 365 GT4 BB
La Ferrari 365 GT4 BB (pour Berlinetta Bialbero) dite injustement Berlinetta Boxer est une automobile du constructeur italien Ferrari.

## Description
La 365 GT4 BB, dévoilée au Salon de l'automobile de Turin en 1971 est conçue pour rivaliser avec la Lamborghini Miura et la Lamborghini Countach. Elle est commercialisée à partir de 1973 après sa présentation au Mondial de l'automobile de Paris. Elle est construite à 387 exemplaires dont 88 avec la conduite à droite (58 exemplaires exportés pour le marché britannique), ce qui en fait le modèle le plus rare de toutes les "BB".
Bien qu'elle partage sa désignation 365 avec la Ferrari 365 Daytona, le moteur est radicalement différent puisqu'il s'agit d'un moteur à plat, et est implanté ici en position centrale-arrière, au lieu d'être à l'avant. Le moteur, plus puissant que celui de la Daytona, développe 380 chevaux (283 kW).
Le moteur est un 12 cylindres calqué sur celui des monoplaces de Formule 1 et la transmission manuelle dispose de cinq vitesses. Des courroies de distribution remplacent les chaines.